# ГЕС-ГАЕС Блайлох
ГЕС-ГАЕС Блайлох — гідроакумулювальна електростанція в Німеччині на річці Заале (ліва притока Ельби), у федеральній землі Тюрингія.
Будівництво гідрокомплексу, яке тривало з 1926 по 1932 роки, мало на меті кілька основних завдань: протиповеневі функції, підтримка судноплавства по Ельбі у літній період за рахунок дозування перепуску води (разом з водосховищем Гоенварте) та виробництво електроенергії. Основна дамба проекту — Bleilochtalsperre — має висоту 65 метрів та довжину 210 метрів. При ширині від 47 до 7,2 метра (відповідно по підошві та гребеню) ця дещо вигнута споруда гравітаційного типу потребувала на своє зведення 180 тис. м3 бетону. Вона утворила найбільше водосховище Німеччини із об'ємом у 215 млн м3, що витягнулось долиною річки на 28 км.
Гідроелектростанцію Блайлох запроектували як гідроакумулювальну. Створене греблею водосховище виконувало роль верхнього резервуару, тоді як нижній створила ще одна гребля Burgkhammer. Ця земляна гравітаційна споруда має висоту 20 метрів, довжину 200 метрів та ширину по гребеню 3,1 метра. Вона утримує невелике водосховище із об'ємом 5,6 млн м3. Можливо також відзначити, що при греблі Burgkhammer працює мала ГЕС потужністю 2,16 МВт.
Таким чином, оскільки обидва резервуари станції Блайлох створені на Заале, вона може виробляти електроенергію як в гідроакумулювальному циклі, так і за рахунок природного припливу річки.
Основне обладнання станції складається з двох турбін типу Френсіс потужністю по 40 МВт та двох насосів потужністю по 15 МВт. Вони пов'язані з верхнім резервуаром двома водоводами довжиною 70 метрів та діаметром 4,8 метра, які забезпечують напір у 49,4 метра.
Видача продукції відбувається по ЛЕП, що працює під напругою 110 кВ.